# Râureni, Vâlcea
Râureni este o localitate componentă a municipiului Râmnicu Vâlcea din județul Vâlcea, Oltenia, România.
În Râureni se află sediul Serviciului Poliției Rutiere Vâlcea și biserica de lemn din Râureni, înscrisă în lista monumentelor istorice.

## Vezi și
- Biserica de lemn din Râureni

 Acest articol despre o localitate din județul Vâlcea este deocamdată un ciot. Puteți ajuta Wikipedia prin completarea lui.